# Bulbul fumat de la Reunió
El bulbul fumat de la Reunió (Hypsipetes borbonicus) és una espècie d'ocell de la família dels picnonòtids (Pycnonotidae). És endèmic de l'illa de la Reunió. Els seus hàbitats principals són els boscos tropicals i subtropicals de frondoses humits de les terres baixes i de l'estatge montà i les àrees urbanes. El seu estat de conservació es considera gairebé amenaçat.